# Uniunea pentru Republică – Mișcarea Națională
Uniunea pentru Republică – Mișcarea Națională (acronim UNIR MN, în franceză Union pour la République – Mouvement national”) este un partid politic din Republica Democrată Congo (RDC), înființat în anul 2001. Președintele și fondatorul său este dr. Frédéric Boyenga Bofala⁠(d), doctor în drept internațional. Partidul a fost înregistrat oficial în RDC prin Ordinul ministerial nr. 130 din 7 aprilie 2005, în conformitate cu legea privind partidele politice.
La fel ca UDPS⁠(d)-ul lui Tshisekedi⁠(d), UNIR-MN a ales să boicoteze alegerile prezidențiale și legislative din 2006. Din acest motiv, partidul este în prezent exclus din toate instituțiile congoleze, atât la nivel provincial, cât și național.

## Deviză
„Refacerea Republicii, misiunea sacră a unei generații – trebuie să ne reconciliem cu istoria noastră, fără spirit de răzbunare. Trebuie să ne împăcăm cu morții noștri.”

## Istoric
- 15 octombrie 2001: deschiderea oficială a dialogului intercongolez la Addis-Abeba, Etiopia
- 17 decembrie 2002: Acordul global și incluziv de la Pretoria (Africa de Sud), care prevedea formarea unui guvern de tranziție și retragerea trupelor străine, marcând oficial sfârșitul celui de-al Doilea Război din Congo (31 decembrie 2002)
- 30 mai 2003: operațiunea „Artémis” – prin Rezoluția 1484, ONU autorizează desfășurarea de trupe ale Uniunii Europei Occidentale (UEO) pentru 3 luni în Ituri, pentru a opri luptele dintre miliții
- 30 iunie 2003: numirea guvernului de tranziție sau guvernul „1+4”, conform Acordului global și incluziv de la Pretoria, ratificat la 2 aprilie 2003, în cadrul dialogului intercongolez de la Sun City (Africa de Sud)
- Trimestrul II, 2006:
  - comunitatea internațională – prin Comitetul Internațional de Sprijin al Tranziției (CIAT), Louis Michel (comisar european pentru Dezvoltare) și William Swing (șeful misiunii ONU – MONUC) – susține fără rezerve un proces electoral pe moarte;
  - arestările opozanților lui Kabila⁠(d) se înmulțesc;
  - trupe militare europene sosesc la Kinshasa ca parte a consolidării MONUC, la cererea lui Kofi Annan: EUFOR
- Sfârșitul anului 2006: încheierea tranziției – alegerile prezidențiale și evenimentele violente din Kinshasa, august 2006
- Decembrie 2006: Joseph Kabila este declarat câștigător al alegerilor, iar trupele EUFOR părăsesc RDC
- 2007: Guvernul Gizenga I

## Activitate politică
- 2001: UNIR MN este fondat de Frédéric Boyenga Bofala⁠(d) în timpul celui de-al Doilea Război din Congo
- Iulie 2001: publicarea cărții Congo-Zaïre – Refacerea Republicii: misiunea sacră a unei generații
- Martie 2002: UNIR MN publică Agenda pentru restabilirea și menținerea păcii în regiunea Marilor Lacuri, restaurarea integrității teritoriale și refacerea Republicii în Congo-Zaïre
- Ianuarie 2003: publicarea lucrării Congo-Zaïre – Cauza Noastră: Mesajul și ambițiile unei cauze juste
- Martie 2003: UNIR MN nu participă la dialogul intercongolez de la Sun City, care ratifică la 2 aprilie Acordul de la Pretoria din 17 decembrie 2002
- Mai 2003: UNIR MN solicită o intervenție militară autorizată de Consiliul de Securitate ONU în estul Congo-ului (în special în Ituri) pentru a pune capăt violurilor, masacrelor, crimelor de război și genocidului comis de milițiile FDLR, Interahamwe, UPC, FNI, precum și de rebelii Nkundabatware⁠(d) și Mutebesi⁠(d) (RCD), și armatele străine active pe teritoriul Congo-Zaïre. UNIR MN face apel la aceste armate să-și retragă trupele și invită Uniunea Europeană și Statele Unite să sprijine adoptarea unei rezoluții a Consiliului de Securitate care să autorizeze organizații regionale de apărare să aplice măsurile coercitive adoptate. Se invocă utilizarea capacităților NATO și UEO, în contextul incapacității dovedite a Uniunii Africane de a soluționa conflictele inter- și intra-statale din Africa
- 20 octombrie 2004: UNIR MN acuză consensul guvernamental privind calendarul electoral că este o „escrocherie politică”
- 28 octombrie 2004: se publică Angajamentul solemn al fostelor forțe armate zaireze refugiate în Republica Congo în cadrul UNIR MN
- 20 decembrie 2004: UNIR MN propune oficial guvernului „1+4” punerea la dispoziția Republicii a ramurii sale armate, în urma masacrului de la Gatumba (13 august 2004) și a agresiunii militare din decembrie 2004 a trupelor rwandese din estul Congo-ului (Kivu⁠(d)). Guvernul ignoră această propunere
- 7 aprilie 2005: înregistrarea oficială a UNIR MN în RDC, prin Ordinul ministerial nr. 130
- 13 iulie 2005: UNIR MN își exprimă îndoielile cu privire la respectarea datei de 30 iunie 2006 pentru alegeri și la caracterul democratic al acestora
- 26 noiembrie 2005: UNIR MN afirmă că „unitatea, integritatea teritorială și intangibilitatea frontierelor RDC sunt cheia de boltă a întregii construcții africane”
- 7 decembrie 2005: UNIR MN acuză proiectul Constituției RDC că este „o impostură juridică și politică, un proiect incoerent în abordare și contradictoriu în principii”
- Trimestrul II, 2006: UNIR MN și UDPS-ul lui Étienne Tshisekedi⁠(d) nu participă la alegerile prezidențiale, prevăzute cel târziu pentru 30 iunie 2006 prin Constituția adoptată la Sun City în 2003
- Aprilie 2007: UNIR MN emite un „avertisment în numele interesului superior al Congo-Zaïre”